# Julius von Mirbach-Sorquitten

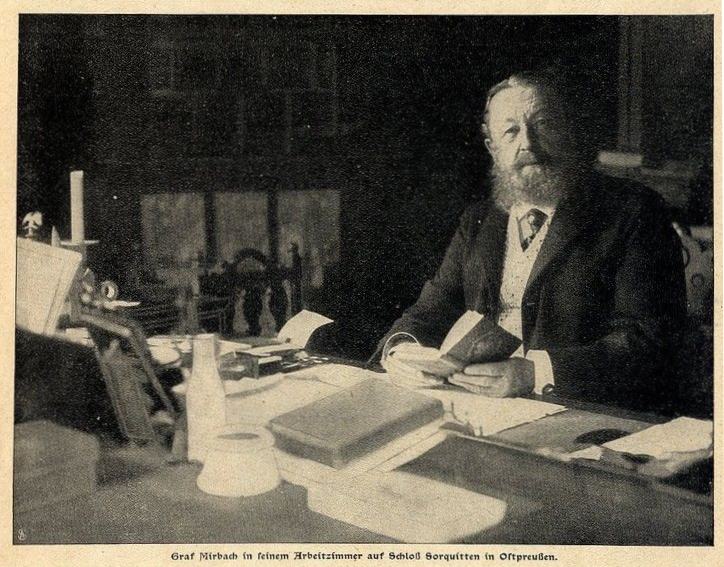
Graf Julius von Mirbach-Sorquitten in seinem Arbeitszimmer (1905)

Julius Ulrich Gottlob Emmerich Graf von Mirbach-Sorquitten (seit 1870 Freiherr und seit 1888 Graf) (* 27. Juni 1839 auf Gut Sorquitten; † 26. Juni 1921 ebenda) war ein deutscher Herrschaftsbesitzer und konservativer Politiker. Er war auch ein führender Vertreter des Bimetallismus in Deutschland.

## Leben

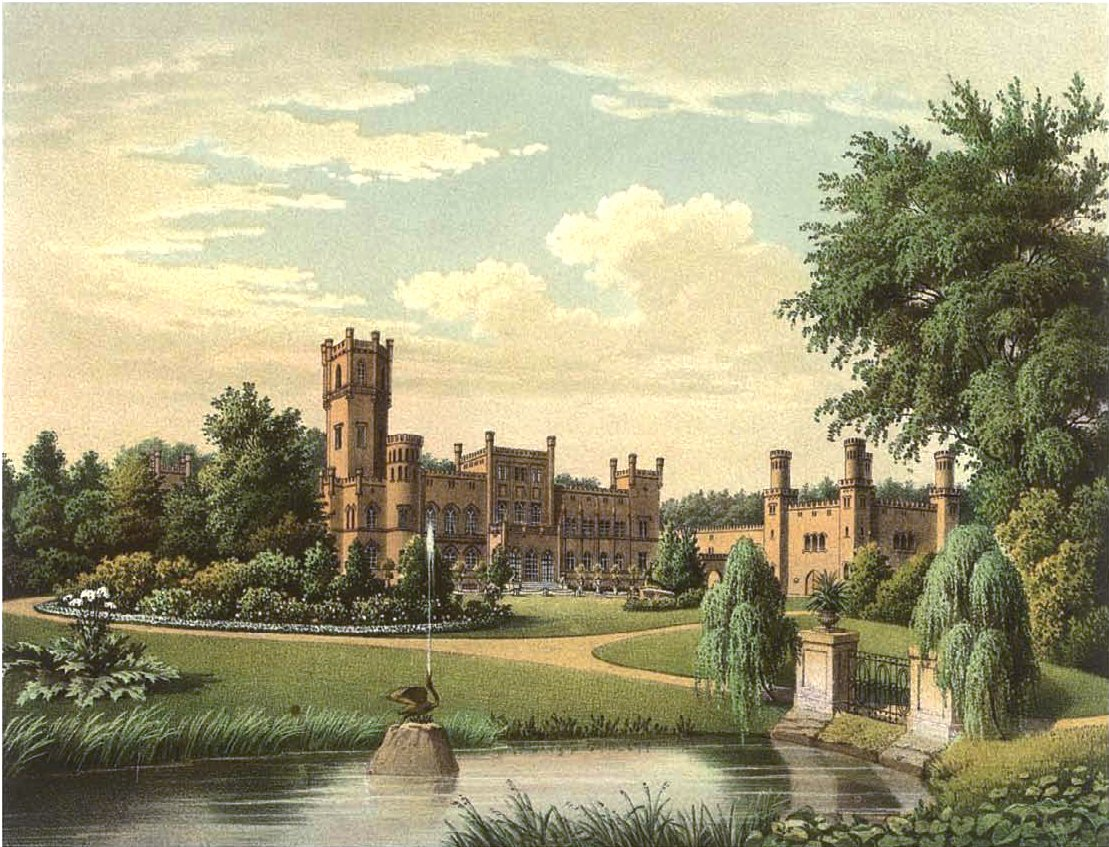
Schloss Sorquitten

Julius von Mirbach-Sorquitten stammte aus dem Adelsgeschlecht von Mirbach. Nach dem Abitur studierte er Rechtswissenschaften in Königsberg, Bonn und Berlin. 1879 wurde er Mitglied, später Ehrenmitglied des Corps Borussia Bonn. Nach der Ablegung des Auskultatorexamens im Jahr 1862 trat er nicht in den preußischen Staats- oder Justizdienst ein, sondern war vier Jahre lang Offizier im 1. Garde-Dragoner-Regiment. Danach hat er sich der Bewirtschaftung seiner ererbten Herrschaft Sorquitten gewidmet. Er hat auch das Gut Heinrichshöfen erworben. Daneben war er Amtsvorsteher und Kreisdeputierter.
Er gehörte seit 1874 auf Lebenszeit dem preußischen Herrenhaus an. Als Mitglied der deutschkonservativen Partei war er mehrfach Mitglied des Deutschen Reichstages. Zum ersten Mal gehörte er dem Parlament zwischen 1878 und 1881 und zum zweiten Mal zwischen 1886 und 1898 an, jeweils als Abgeordneter des Reichstagswahlkreises Regierungsbezirk Gumbinnen 7.
Mirbach war auch zwischen 1878 und 1881 und erneut 1892 bis 1918 Mitglied im Vorstand der Deutschkonservativen Partei. Als Politiker im und außerhalb des Parlaments war er insbesondere als Interessenvertreter der Landwirtschaft tätig. Mirbach war auch Mitglied im Bund der Landwirte. Er stand einer agrarwirtschaftlichen Öffnung gegenüber Russland ablehnend gegenüber und war daher einer der innenpolitischen Gegner von Reichskanzler Leo von Caprivi.
Des Weiteren war er von 1879 bis 1918 Mitvorsitzender der bimetallistischen Vereinigung der Steuer- und Wirtschaftsreformer. Er hat mehrere volkswirtschaftliche Schriften veröffentlicht.
Er wurde 1870 zum Freiherren und im Jahr 1888 in den Grafenstand erhoben. In den Jahren 1850 bis 1856 ließ er das Schloss Sorquitten im neogotischen Stil umbauen.